# تامی کوکلی
تامی کوکلی (انگلیسی: Tommy Coakley؛ زادهٔ ۲۱ مهٔ ۱۹۴۷) یک فوتبالیست اهل بریتانیا است و در طی ۹۵ بازی ۱۰ گل به ثمر رسانده‌است.
از باشگاه‌هایی که در آن بازی کرده‌است می‌توان به باشگاه فوتبال آرسنال، باشگاه فوتبال مادرول، و باشگاه فوتبال چلمزفورد سیتی اشاره کرد.